# Thomas Heath
Thomas Little Heath, född 5 oktober 1861, död 16 mars 1940, var en brittisk lärdomshistoriker.
Thomas Heath blev filosofie doktor i Cambridge 1896, och var 1884–1926 ämbetsman i finansdepartementet, vars historia och organisation han beskrev i The Treasury (1927). Heath adlades 1916. Utan stöd av politiskt parti eller förmögenhet gjorde han en lysande karriär och ansågs före första världskriget som det högste mönstret för en brittisk förvaltningsman. Vid sidan av sin tjänstgöring ägnade sig Heath åt lärdomshistorien och blev en av sin tids främsta kännare av den klassiska matematiken och astronomin. Heaths viktigaste arbeten var Diophantus of Alexandria (1885, 2:a utgåvan 1910), Apollonius of Perge, Treatise on conic sections (1896), The work of Archimedes (1897), The thirteen books of Euclid’s Elements (3 band, 1908, 2:a upplagan 1926), The Method of Archimedes (1912), Aristarchus of Samos (1913), A history of Greek mathematics (2 band, 1921) och de sammanfattande framställningarna A manual of Greek mathematics (1931) och Greek astronomy (1932).